# Fête des saints Archanges
 (signalé en juillet 2025).
Si vous disposez d'ouvrages ou d'articles de référence ou si vous connaissez des sites web de qualité traitant du thème abordé ici, merci de compléter l'article en donnant les références utiles à sa vérifiabilité et en les liant à la section « Notes et références ».
- Archive Wikiwix
- Bing
- Cairn
- DuckDuckGo
- E. Universalis
- Gallica
- Google
- G. Books
- G. News
- G. Scholar
- Persée
- Qwant
- (zh) Baidu
- (ru) Yandex
- (wd) trouver des œuvres sur Wikidata

Dans la liturgie orthodoxe, les saints Archanges sont fêtés le 8 novembre.
L'église des Saints-Archanges située à Paris leur est dédiée.

## Saints Archanges
Êtres spirituels et messagers de Dieu, les anges sont communs aux trois religions monothéistes et figurent dans la Bible des chrétiens, la Torah des juifs, et le Coran des musulmans. Le terme « archanges », commençant par le préfixe « arch » (du grec ancien ἄρχω, árkhô (« être le premier, commander »), désigne le niveau supérieur dans la hiérarchie des anges.
Créés aux commencements des temps pour servir Dieu, en exécutant sa parole, les anges — et a fortiori les archanges — sont à ce titre l'objet de prières, de liturgies spécifiques et de nombreuses représentations iconographiques.
La Bible ne mentionne que trois archanges : Michel, Gabriel, Raphaël. Cependant, la tradition orthodoxe en mentionne sept, par addition des archanges Uriel, Barachiel, Selaphiel (ou Salathiel) et Camael.